# El rastro (programa de televisión colombiano)
El Rastro es un programa de Investigación criminal y periodístico de la televisión colombiana, realizado por Caracol Televisión, presentado por Alejandra Giraldo se transmite los días festivos a las 8:00 pm. después de Noticias Caracol de las 7:00pm.
El programa cuenta actualmente con la participación de los reporteros: Diego Guauque, Paola Rojas, Laura Hincapié, Juan Carlos Villani, Andrea Santa, Wendy Heredia, Mariana Duarte y Carlos Raigoso.

## Presentadoras
- Vanessa de la Torre (2011- 2020)[4]
- Alejandra Giraldo (2020- actual)[4]